# Ballade à la lune
Ballade à la lune est un poème d'Alfred de Musset paru en décembre 1829 dans son premier recueil, Contes d'Espagne et d'Italie. Le poème souleva les clameurs des « classiques ».